# Critères de Wolfe
En optimisation, les critères de Wolfe sont un ensemble d'inégalités permettant d'optimiser la méthode de recherche linéaire ; plus précisément, cela permet de sélectionner un pas adéquat pour la recherche linéaire. Ils portent le nom de Philip Wolfe.

## Description
Soit {\displaystyle f:\mathbb {R} ^{n}\to \mathbb {R} } une fonction de classe {\displaystyle C^{1}}, et soit {\displaystyle \mathbf {p} _{k}} une direction de descente. Un pas {\displaystyle \alpha _{k}} est considéré comme satisfaisant les critères de Wolfe si les deux inégalités suivantes sont vérifiées :
1. {\displaystyle f(\mathbf {x} _{k}+\alpha _{k}\mathbf {p} _{k})\leq f(\mathbf {x} _{k})+c_{1}\alpha _{k}\mathbf {p} _{k}^{\mathrm {T} }\nabla f(\mathbf {x} _{k})} ;
2. {\displaystyle \mathbf {p} _{k}^{\mathrm {T} }\nabla f(\mathbf {x} _{k}+\alpha _{k}\mathbf {p} _{k})\geq c_{2}\mathbf {p} _{k}^{\mathrm {T} }\nabla f(\mathbf {x} _{k})}.

avec {\displaystyle 0<c_{1}<c_{2}<1}.
La première inégalité est connue sous le nom de condition d'Armijo (ou condition de Goldstein ou condition de Goldstein-Armijo) et la seconde comme la condition de courbure. La condition d'Armijo impose que {\displaystyle \alpha _{k}} permette de décroître suffisamment {\displaystyle f}, et la condition de courbure assure que le taux d'accroissement de la fonction {\displaystyle \phi (\alpha )=f(\mathbf {x} _{k}+\alpha \mathbf {p} _{k})} en {\displaystyle \alpha _{k}} est plus grand que {\displaystyle c_{2}} fois celui en 0.
Les critères de Wolfe donnent une façon économique de point de vue algorithmique de calculer le pas permettant de diminuer {\displaystyle \phi } dépendant de {\displaystyle \alpha \in \mathbb {R} }. Cependant, les conditions peuvent donner une valeur pour le pas qui n'est pas proche d'un minimum de {\displaystyle \phi }. Si on modifie la condition de courbure de la manière suivante :
2.a) {\displaystyle \left|\mathbf {p} _{k}^{\mathrm {T} }\nabla f(\mathbf {x} _{k}+\alpha _{k}\mathbf {p} _{k})\right|\leq c_{2}\left|\mathbf {p} _{k}^{\mathrm {T} }\nabla f(\mathbf {x} _{k})\right|}
alors les conditions 1 et 2.a) prises ensemble sont appelées conditions fortes de Wolfe, puisque {\displaystyle \alpha _{k}} est forcément proche d'un point critique de {\displaystyle \phi }.

## Référence
(en) J. Nocedal et S. J. Wright, Numerical optimization, Springer Verlag, NY, 1999